# Акула-лисиця
Акула-лисиця або морська лисиця (Alopias) — рід акул, єдиний у родині акул-лисиць (Alopiidae) ряду ламноподібних (Lamniformes). Включає 3 види.

## Опис

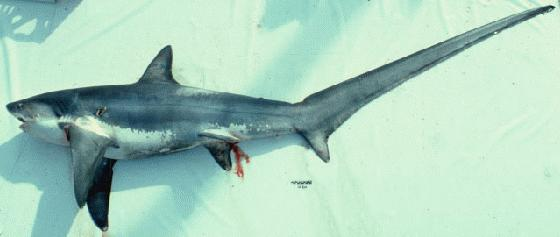
Лисяча акула звичайна (A. vulpinus)

Рід включає три види дуже своєрідних акул, головною відмітною особливістю яких служить дуже довгий хвостовий плавник. Його довжина становить близько половини загальної довжини тіла..
Зуби у лисячих акул невеликі, мають одну вершину. Мигальної перетинки немає. Сягають завдовжки до 6 м, при максимальній вазі близько 450 кг.

## Поширення
Акула-лисиця звичайна (A. vulpinus) широко поширена в усіх океанах, переважно в субтропічних районах. У теплу пору року ця акула здійснює міграції в моря помірного поясу. У Атлантичному океані, наприклад, вона доходить влітку до затоки Св. Лаврентія і до Лофотенских островів (Північна Норвегія).

## Поведінка
Це типова пелагічна акула з коричневою, сірою або чорною спиною і зі світлим черевом. Вона зустрічається як у відкритому океані, так і поблизу берегів і тримається зазвичай у поверхневих шарах води, здійснюючи іноді стрибки над поверхнею. Звичайну їжу морської лисиці складають різні зграєві риби і кальмари, яких вона пожирає у великій кількості. У шлунку одного екземпляра, завдовжки близько 4 м, було знайдено, наприклад, 27 великих скумбрій. Під час полювання ця акула використовує як основну зброю свій довгий хвіст. Наблизившись до косяка, морська лисиця починає крутитися навколо нього, вспінює воду бичеподібними ударами хвостового плавника. Поступово кола стають все менше і менше, а перелякана риба збирається у все компактнішу групу. Саме тоді акула починає жадібно заковтувати свою здобич. У такому полюванні бере участь іноді пара морських лисиць.
В деяких випадках морська лисиця діє хвостовим плавником як ціпом, застосовуючи його для оглушення своєї жертви. Такою жертвою далеко не завжди буває риба. Спостерігали, зокрема, як акула атакувала цим способом морських птахів, що сидять на поверхні води. Точний удар хвостом — і акула хапає свою не зовсім звичайну здобич.

## Розмноження
Розмноження відбувається шляхом яйцеживородження, причому плодючість цих акул дуже мала — самиця приносить всього двох — чотирьох акуленят, правда дуже великих. Їх довжина може досягати 1,5 м.

## Значення
Лисячі акули не представляють небезпеки для людини. Вони мають деяке промислове значення, попадаючи іноді у прилов тунцеловних ярусів.

## Класифікація
Описано три сучасні види:
- Alopias pelagicus  Nakamura, 1935
- Alopias superciliosus  Lowe, 1841
- Alopias vulpinus  (Bonnaterre, 1788)

Викопні види
- †Alopias acutidens  Casier, 1958
- †Alopias alabamensis  White, 1956
- †Alopias carolinensis  White, 1956
- †Alopias crochardi  Ward, 1978
- †Alopias denticulatus  Cappetta, 1981
- †Alopias exigua  Probst, 1879
- †Alopias hassei  Noetling, 1885
- †Alopias hermani  Kozlov, 1999
- †Alopias latidens  Leriche, 1909
- †Alopias leeensis  Ward, 1978
- †Alopias grandis < Leriche, 1942
- †Alopias palatasi  Kent & Ward, 2018
- †Alopias subexigua  Dartevelle & Casier, 1959